# Tjaard W.R. de Haan
Tjaard Wiebo Renzo de Haan (Den Haag, 25 augustus 1919 - Oegstgeest, 22 november 1983) was een Nederlands volkskundige en neerlandicus.
Tjaard W.R. de Haan groeide op in Rijksdorp en Bilthoven, waar zijn vader J. de Haan architect en aannemer was. Na een faillissement vestigde het gezin zich in Wassenaar. De Haan sr. werd daar eind jaren dertig actief in de NSB. De zoon ging in Leiden Nederlands studeren, waarbij hij zich vooral interesseerde voor dialectologie en volkskunde. Hij raakte onder de indruk van de bekende taalkundige en germanist Jan de Vries. Na de sluiting van de Leidse universiteit week hij in 1941 uit naar Groningen, waar hij zijn studie voortzette bij de Duitsgezinde hoogleraar J.M.N. Kapteyn, die een belangrijke rol speelde in culturele plannen van de bezetter.
Tijdens zijn studie begon De Haan volksverhalen en ander folkloristisch materiaal te verzamelen, activiteiten die hij voortzette toen hij in het laatste oorlogsjaar was ondergedoken in Wagenborgen. Hij had inmiddels al enkele publicaties op zijn naam, maar nam alsnog afstand van de manier waarop de Duitse bezetter de folklorestudie had misbruikt. Zijn studie kon hij na de oorlog niet direct voortzetten. Omdat zijn vader wegens collaboratie gevangen zat, moest Tjaard zijn moeder en jongere broer ondersteunen, waarvoor hij een leraarbaan in Drachten aannam. Hij voltooide daarna zijn studie in Nijmegen en promoveerde in 1950 op de dissertatie Volk en dichterschap, die lovend werd ontvangen vanwege de zorgvuldige aandacht voor de wisselwerking tussen 'hogere' en 'populaire' cultuur.
Sindsdien leidde De Haan naar eigen zeggen een dubbelleven. Hij verdiende de kost als leraar, eerst in Den Haag, waar hij bevriend raakte met de Groningse folklorist Kornelis ter Laan, daarna in Haarlem, maar was daarnaast actief als publicist en aanjager van folkloristische projecten. Hij hield lezingen, schreef gedichten, was toneelregisseur en redacteur van meerdere tijdschriften. Zijn boeken bereikten een groot publiek. Mede dankzij hem werden allerlei volkskundige thema’s in de jaren zeventig opnieuw populair in Nederland. Ook schreef hij over populaire literatuur.
Critici vonden zijn werk te populairwetenschappelijk, sterk voortbouwend op de 19e-eeuwse volkskunde en achterblijvend bij recente wetenschappelijke ontwikkelingen binnen dit vak. De publicaties waarin hij teruggreep op zijn veldonderzoek in Groningen en Friesland worden tot zijn betere werk gerekend.
Nadat De Haan wegens een aantal slopende kwalen in 1976 arbeidsongeschikt werd, besteedde hij de laatste jaren van zijn leven aan het schrijven van verzamelwerken en het bewerken van eerder werk.
De Haan kan gelden als een van de grondleggers van het Nederlands Centrum voor Volkscultuur, de voorloper van het Kenniscentrum Immaterieel Erfgoed Nederland. De oprichting van het centrum in 1984 heeft hij niet meer kunnen meemaken.

## Pseudoniem
- Douko Potjer (1947)

## Publicaties
- Rondom de kliffen. Volksfantazieën uit het gebied van het Vrouwtje van Staveren, 1944
- Groningen zingt! Beschouwingen over een provincialen liederenschat, 1944
- Stem van het Noorden, 1949 (dichtbundel)
- Volk en dichterschap. Over de verhouding tussen volkscultuur en officiële literatuur, dissertatie, 1950; 2e dr. 1982
- Straatmadelieven. Een bundel met oude en nieuwe, voor het merendeel nog niet in boekvorm gepubliceerde, volks- en straatliederen, 1957
- De Vogel Gigengack, 1961 (dichtbundel)
- Volkskunst der Lage Landen, 3 dln., 1965
- Huilen op de kermis. Inhoudende honderd en vijf "straatmadelieven", 1968
- Nederlandse Volkssprookjes, 1966, gew. herdr. 1976
- De waterwolf getemd. Over geschiedenis en volksleven van Haarlemmermeer, 1969
- Folklore der Lage Landen, 1972
- Onze beste volksverhalen, 1973
- Nederland wat ben je nog mooi, 1974
- Smeulend vuur. Groninger volksverhalen, Den Haag 1974
- Nederlandse volksverhalen; herkomst en geschiedenis, 1976
- Schrijven in de volksgeest. Nederland en Vlaanderen 1800-1880, 1977
- Onze Volksrijmen, 1978
- Nederlandse dorpsverhalen uit vroeger tijd, 1978
- Vlaamse dorpsverhalen uit vroeger tijd, 1978
- Volksverhalen uit Noord- en Zuid-Nederland, 1979
- Onze Volkskunst, 1979
- Balladenboek, 1979
- Water dat van zilver is en andere Europese volksverhalen, 1979, uitgebr. herdr. 1980
- Onze volksverhalen: Groningen, 1979
- Springbalsamien en andere gedichten, 1980
- Onze volksverhalen, Zeeland, 1980
- Verhalen uit de geschiedenis, 1980
- Uit de oude doos, 2 dln., 1981
- Bereklauw en andere gedichten, 1981
- Terugdenken in dankbaarheid. Over schrijvers van vroeger, 1981
- Cissy van Marxveldt (1889-1948): biografie, 1989